# Robledo de Chavela
Robledo de Chavela là một đô thị trong Cộng đồng Madrid, Tây Ban Nha. Đô thị này có diện tích 94,1 km², dân số theo điều tra năm 2010 của Viện thống kê quốc gia Tây Ban Nha là 3876 người. Đô thị này nằm ở khu vực có độ cao 903 mét trên mực nước biển. Đô thị này cách thủ đô Madrid 63 km.